# Autobahn Jincheng–Xinxiang
Die Autobahn Jincheng–Xinxiang oder Jinxin-Autobahn (chinesisch 晋新高速公路, Pinyin Jìnxīn gāosù gōnglù, englisch Jinxin Expressway), chin. Abk. G5512, ist eine regionale Autobahn in den Provinzen Shanxi und Henan im Nordosten Chinas. Die 135 km lange Autobahn beginnt westlich von Jincheng und führt in östlicher Richtung über Jiaozuo nach Xinxiang, wo sie in die Autobahn G4 mündet.